# Kinezyka
Kinezyka – nauka zajmująca się komunikacją niewerbalną pomiędzy ludźmi. Nauka bada, w jaki sposób człowiek za pomocą gestów, mimiki itd. przekazuje informacje.
W zakres zainteresowań kinezyki wchodzą: gesty, mimika i ruchy ciała. Większość etnografów jest zgodna co do twierdzenia, że mowa niewerbalna jest uwarunkowana kulturowo, aniżeli instynktowna. Z tego właśnie przekonania kinezyka różni się przestrzennie, historycznie i etnicznie.

## Historia
Termin został wprowadzony w 1952 roku przez amerykańskiego antropologa Raya Birdwhistella, który swój dorobek naukowy poświęcił badaniu języka ciała, jednak sam temat komunikacji niewerbalnej badany był dużo wcześniej. Liczne wczesne badania w tej dziedzinie, później znanej właśnie jako kinezyka, koncentrowały się na ruchach ciała, gestach i wyrazach twarzy. W roku 1885, Francis Warner napisał Physical Expression: its modes and principles, która była jedną z pierwszych publikacji na temat mowy ciała. W 1927 opublikowana została Gesture – an Exceptional Usage autorstwa Edward Z. Rowella, czyli kolejna wczesna praca dotycząca komunikacji niewerbalnej. Rowell skupiał się na socjopsychologicznym podejściu do psycholingwistyki i niewerbalnej komunikacji. W 1872 roku, w pracy The Expression of the Emotions in Man and Animals, Charles Darwin utrzymywał, iż ludzkie emocje i gesty są połączone z ich biologiczną naturą. Z drugiej strony Margaret Mead, antropolog kulturowa pochodzenia amerykańskiego, bardziej koncentrowała się na badaniu emocji oraz gestów, które, jak uważała, były determinowane kulturowo. Zainteresowanie komunikacją niewerbalną było również tematem badań innego antropologa, Franza Boasa, postrzeganego jako ojca amerykańskiej antropologii kulturowej, który prowadził badania terenowe nad kulturami i językami ludów z rejonu północno-zachodniego wybrzeża Pacyfiku. Niektóre z jego prac koncentrowały się wokół znaczeń ukrytych w tańcu Indian Kwakiutl. Pewne tańce badacz zademonstrował podczas wystaw muzealnych ujawniając przy tym znaczenie poszczególnych gestów i ekspresji. W tym momencie, Boas zapoczątkował kultywowanie dziedziny jaką jest kinezyka i chęć dążenia do odkrycia znaczeń ludzkiej gestykulacji, wyrazów twarzy, oraz ruchów ciała. Badania w tym zakresie były kontynuowane przez Levette J. Davidsona. Some Current Folk Gesture and Sign Languages z 1950 roku, to pozajęzykowa etnografia niewerbalnej komunikacji charakterystyczna dla poszczególnych jednostek społecznych. Davidson opisuje komunikację niewerbalną i użycie gestów w relacjach, handlu, sporcie, wojsku i religii. Jednocześnie demonstruje i podkreśla rosnącą rolę gestykulacji w procesie komunikacji.

## Kategorie
Gou- Ming Chen i William Starosta wyodrębnili 5 kategorii podziału kinezyki:
- emblematy – gesty zastępujące przekazy werbalne przyjęte w danej kulturze
- ilustratory – odnoszą się do gestykulacji rękoma, podkreślają znaczenie wypowiedzi
- ukazywanie uczuć
- regulatory – przekazy, które mają wywołać na rozmówcy określoną reakcję. Są to na przykład: uciszanie, potakiwanie, przeczenie, unoszenie brwi, wzruszanie ramionami.
- adaptory – nieświadomie wykonywane ruchy, takie jak: poprawianie włosów, zmiana pozycji ciała, strzepywanie niewidocznych pyłków z ubrania itd.[3]

## Elementy ekspresji kinezycznej

### Mimika
Jedna z głównych kategorii podziału komunikacji kinezycznej. Opiera się ona na przekazywaniu emocji i komunikatów poprzez wyrazy twarzy. Jest stosunkowo łatwa do zrozumienia i odczytania. Stanowi jeden z pierwszych środków komunikacji, np. pomiędzy nowo narodzonym dzieckiem a matką, gdy nie posługuje się ono jeszcze językiem. Mimika nadaje słowom wyraz i może ujawniać intencje rozmówcy. Niektóre zachowania mimiczne uznawane są przez badaczy za uniwersalne. Istnieją pewne emocje, które niezależnie od kontekstu kulturowego, są interpretowane i okazywane w bardzo zbliżony sposób. Przykładem są m.in.: szczęście, odraza, strach, gniew, smutek, zaskoczenie. Czasem jednak przekaz emocji nie jest całkowicie jednoznaczny. Mówi się wtedy o występowaniu „blendów mimicznych”. Są to bardziej złożone ekspresje twarzy, które wyrażają więcej niż jedną emocję. Twarz jest generalnie traktowana jako podstawa do odczytywania emocji i intencji. Jest bardzo ważnym narzędziem w procesie przekazywania znaczenia i źródłem cennych informacji, a także może decydować o naszej wiarygodności.

### Postawa ciała
Pozycja ciała osoby może zdradzać wiele różnych informacji. Po ustawieniu ciała można wywnioskować status osoby, jej zaangażowanie w interakcje, bądź też jego brak. Wskazuje ono również na poziom zażyłości jaki mamy z daną osobą. Postawa może też ujawniać czyjeś praktyki i intencje. Klękanie bądź pochylanie głowy w pewnych sytuacjach, wskazywać może na wyznawane przez kogoś poglądy religijne. Po pozycji ciała można też określić czy ktoś podchodzi do rozmówcy z rezerwą, czy wręcz przeciwnie ma bardziej intymne intencje. Podobnie jak w przypadku mimiki, która pomaga w określaniu emocji, co najłatwiej zauważyć po postawie osoby, która jest czymś przestraszona.

### Gesty

Ikona przedstawiająca gest tzw. „kciuka w górę” w większości kultur oznaczającego potwierdzenie.
Gesty rozumiane są jako ruchy ciała lub jego poszczególnych części, które w komunikacji niewerbalnej międzyludzkiej, używane są w celu oddania określonych intencji czy uczuć. Można je podzielić na dwie kategorie:
- Emblematy – czyli gesty niezależne od mowy. Są to symbole, sygnały, które mają określone znaczenie i mogą być zdefiniowane w postaci słowa lub frazy. Ich symbolika jest bardzo precyzyjna i znana każdemu w danym kręgu kulturowym.
- Gesty ilustracyjne – czyli rodzaj gestów zależnych od mowy, bezpośrednio powiązanych z przekazem werbalnym. Ich znaczenie i funkcje są ściśle związane z komunikatem słownym, który jest niezbędny do ich odczytania. Dzielą się na:
  - gesty odnoszące się do przedmiotu przekazu,
  - gesty oddające relacje między nadawcą a przedmiotem przekazu,
  - gesty służące jako wizualne znaki przestankowe kontrolujące tok przekazu,
  - gesty służące regulacji toku interakcji między nadawcą a odbiorcą,
  - gesty służące organizacji toku interakcji między nadawcą a odbiorcą,

Niektóre rodzaje gestów charakterystyczne są dla wybranych grup zawodowych. W niektórych profesjach (np. sędziowie sportowi), gesty wymagane są w sytuacjach, w których przekaz werbalny jest zabroniony, niemożliwy lub niewskazany.

## Kinezyka w ujęciu różnic kulturowych
Dział badań jakim jest kinezyka wykształcił się stosunkowo niedawno jednak zagadnienia z nią związane były już od połowy XIX w. poruszane przez ludzi mających częsty kontakt z kulturami innymi niż własna. Nie został do tej pory znaleziony symbol, który byłby uniwersalny w każdej kulturze, a wiele z nich posiada inne znaczenie, co może prowadzić do nieporozumień. Większość gestów i postaw ciała jest uwarunkowana tradycją, społeczną konwencją i kontekstem kulturowym. Zwłaszcza ten ostatni, jest ważnym elementem ponieważ na jego podstawie można dokonać podziału na:
- kultury wysokiego kontekstu – komunikowanie w znacznym stopniu opiera się na intuicji, informacjach zawartych w ruchach ciała a tylko w małym stopniu w przekazie werbalnym;
- kultury niskiego kontekstu – większość informacji znajduje się w kodzie werbalnym, głównie są jednoznaczne gesty (mające konkretnie znaczenie, niemożliwe do innej interpretacji).

Kultury, w których występuje kontekst wysoki, mogą być często postrzegane jako hermetyczne i bardzo trudne do poznania przez osoby spoza jej kręgu. W tych przypadkach perfekcyjna znajomość języka, może okazać się niewystarczająca do zrozumienia osób w z danego środowiska.
W zależności od miejsca i kultury różne gesty mogą mieć zupełnie inne znaczenia. Różnice występują do tego stopnia, że za użycie niektórych znaków człowiek może nawet być skłonny do przemocy.
Przykładem tego typu zróżnicowania może być Bliski Wschód. Znak kciuka między palcami, w Polsce interpretowany jako tzw. „figa”, oznaczająca brak, w Turcji jest gestem wulgarnym i pokazanie go jest bardzo obraźliwe. Również kółko zrobione z palca wskazującego i kciuka, powszechnie oznaczającego potwierdzenie, na Bliskim Wschodzie jest jak nazywanie kogoś nieudacznikiem i gburem. Nawet zwyczajowe w Europie podanie ręki na powitanie, może tam oznaczać zachętę do przygodnych kontaktów seksualnych.

## Kinezyka w komunikacji między płciami
Ruchy i gesty jakie wykonujemy są również zależne od identyfikacji płciowej. W zależności od płci, niewerbalnie przekazywane są specyficzne dla niej komunikaty. Jedynie u dzieci można zaobserwować gesty neutralne. Przy powitaniach między mężczyznami zazwyczaj dochodzi do uścisku ręki. Silny i zdecydowany uścisk jest wyrazem pewności i dominacji natomiast odwrotność, tzw. „martwa ryba”, może być odebrany jako niepewność lub słabość. Kobiety w powitaniach między sobą przytulają się. Jest to sposób pokazania czułości i bliskości. Mają więc skłonność do używania gestów raczej czułych i uległych (submissive-type gestures), w przeciwieństwie do mężczyzn, u których większość gestów ma wskazywać na dominację (dominant-type gestures).
Charakterystyczną kategorią gestów, są tzw. adaptory, czyli gesty kojarzone zazwyczaj z kobiecością. Od dzieciństwa są identyfikowane jako zachowania charakterystyczne dla wielu kobiet co następnie przekłada się później na specyficzne sposoby np. trzymania ołówka czy traktowania ubrań. Zachowaniami, które można określić jako adaptory są np. bawienie się włosami, pocieranie rąk czy zbieranie „niby-okruszków” z ubrania.
Specyficzny zestaw zachowań towarzyszy również próbom flirtu. Zainteresowana kobieta będzie odgarniać co jakiś czas włosy i przechylać głowę co ma oznaczać odsłonięcie się i zaufanie. Będzie pochylać się i wykonywać gesty rękami, które ingerują w strefę mężczyzny. Również powszechne są drobne gesty takie jak pocieranie końcówki ucha, co ma zachęcać partnera do dotyku.
Mężczyzna natomiast w podobnej sytuacji będzie próbował wygładzać noszone ubranie, poprawiać krawat, kołnierzyk, układać rękawy koszuli bądź strzepywać niewidoczny pyłek z ubrań. Popularnym gestem jest też wkładanie za pasek kciuków. Może on również, podobnie jak kobieta, ale w mniejszej intensywności, poprawiać i wygładzać nieznacznie włosy. Kilka kroków skierowanych w stronę kobiety może wyrażać z kolei większe zainteresowanie. W celu pokazania swojej sylwetki i siły fizycznej oraz wywołania wrażenia bardziej imponującej postury może kłaść ręce na biodrach.
Zachowania między płciami różnią się też podczas próby kłamstwa. Kobiety, kiedy mówią nieprawdę, delikatnie pocierają bądź stukają się w nos, patrzą w sufit lub dotykają poniżej płatka ucha. Mężczyźni natomiast pocierają oczy i wpatrują się na bok lub w podłogę. Mogą odciągać „zbyt ciasny” kołnierzyk od koszuli, lub też drapać się po szyi chociaż to drugie zachowanie może być również charakterystyczne dla kobiet.